# Brušane
Brušane is een plaats in de gemeente Gospić in de Kroatische provincie Lika-Senj. De plaats telt 162 inwoners (2001).